# Perizoma anguliferata
Perizoma anguliferata là một loài bướm đêm trong họ Geometridae.